# Star-Lord
Star-Lord (skutečným jménem Peter Jason Quill) je fiktivní postava komiksových příběhů vydávaných nakladatelstvím Marvel Comics. Poprvé se objevil v komiksu Marvel Preview #4 v lednu 1976. Autory postavy jsou scenárista Steve Englehart a kreslíř Steve Gan.
Postava Star-Lorda hrála významnou roli v komiksech Annihilation (2006), Annihilation: Conquest (2007), War of Kings (2008) a The Thanos Imperative (2009). V roce 2008 se stal vůdcem vesmírného superhrdinského týmu Strážců galaxie.
Star-Lord se objevil také v hraných filmech série Marvel Cinematic Universe. Ve snímcích Strážci Galaxie (2014), Strážci Galaxie Vol. 2 (2017), Avengers: Infinity War (2018), Avengers: Endgame (2019), Thor: Láska jako hrom (2022) a Strážci Galaxie: Volume 3 (2023) jej hrál Chris Pratt. Mladého Petra Quilla v prvních dvou filmech o Strážcích galaxie ztvárnil Wyatt Oleff.

## Biografie

### Dětství
Peter Jason Quill se narodil na Zemi. Jeho matka Meredith je sice Pozemšťanka, ale on má v sobě mimozemské geny, a to proto, že jeho otec, J'son, je příslušníkem mimozemské rasy Spartoi. Rasa Spartoi je civilizace nejvzdálenějšího koutu galaxie Shiar. Jsou to humanoidi s lidskou podobou a technologicky jsou na tom lépe než lidé. Po nějaké době J'son musel letět do války, nechal Meredith na Zemi, aniž by věděl že je těhotná. Po deseti letech dva vojáci rasy Badoon chteli zabít Petera a všechny potomky J'sona, ale zabili jeho matku. Peter ale našel zbraň svého otce a ty vojáky zabil. Později v pomstě Badooni zničili jeho dům a mysleli si, že tím zabili i Petera.

### Dospělost
Peter byl umístěn v sirotčinci a nakonec se připojil k NASA. Jako mechanik měl přístup na mnoho tajných podlaží v základně NASA, a proto ve volném čase trénoval na astronautském simulátoru, aby se z něj jednou stal astronaut a mohl se vydat od vesmíru pomstít smrt své matky. Jednou ukradl ze základny kreeskou loď a vyletěl do vesmíru. Loď byla poškozena a Peter skončil 3 dny na orbitě. Po třech dnech ho našel Yondu, kapitán Ravagers. Yondu chtěl původně loď ukrást a Petera zabít, ale rozmyslel si to a udělal z něj člena Ravagers. Ten po dvou letech začal cestovat sám vesmírem pod přezdívkou Star-Lord.
Quill je strategický expert a mistr v boji na blízko. Peter po otci zdědil spartoiskou fyziologii, díky tomu je silnější, odolnější a rychlejší než normální lidé. Je možné, že získal i spartoiskou dlouhověkost, jelikož čistokrevný člen spartoiské rasy se dožívá třikrát delšího věku než průměrný člověk, to se zatím nedá potvrdit vzhledem k Peterově nízkému věku.

### Strážci galaxie
Peter Quill brzy spolupracoval s řadou superhrdinů světa Marvel. Proslavil se především jako zakladatel superhrdinské skupiny Strážci galaxie. Po poražení Phalanxů a Ultrona se Star-Lord rozhodl vytvořit proaktivní sílu, která by likvidovala hrozby galaktického měřítka předtím, než se objeví další galaktická válka, kterou by již vesmír nezvládl, a došlo by ke zničení reality. Prvními členy Strážců galaxie byli Adam Warlock, Drax the Destroyer, Quasar (Phyla-Vell, dcera legendárního Kapitána Marvela), Gamora, Mantis, Groot a Rocket Raccoon. Jejich spojenec Nova (Richard Rider) jim doporučil jako základnu vesmírnou stanici Knowhere, kterou vedl pes-telepat Cosmo.

## Vydání
Star-Lord se poprvé objevil v komiksu Marvel Preview #4, jehož tvůrcem byl Steve Englehart, a potom se objevoval v Marvel Preview s jiným autorem, Chrisem Claremontem. Ten se inspiroval ranými romány R. A. Heinleina a psal v žánru dobrodružství sci-fi. Henleinovi právníci vyhrožovali Marvelu soudním řízením v souvislosti s uváděním nápisu „a novel-length science fiction spectacular in the tradition of Robert A. Heinlein“ na obálku Marvel Preview #11. Celá edice proto byla stažena z prodeje. V Marvel Preview #11 se sešla známá trojice, která už spolupracovala na sérii X-Men - autor Chris Claremont, malíř John Lindley Byrne a kreslíř Tarry Austin. Během několika let se Star-Lord objevoval v komiksech Marvel Comics Super Special, Marvel Spotlight a Marvel Premiere. V únoru 1982 byl publikován dotisk černo-bílé předhistorie Star-Lorda z komiksu Marvel Preview #11.
Hrdina se vrátil v komiksu Thanos #8-12 (květen-září 2004) a Annihilation (2006). Následující rok mu byla věnována limitovaná sólová série Annihilation: Conquest - Star-Lord skládající se ze čtyř částí, které jsou zároveň předhistorií Annihilation: Conquest. Poté byla publikována 2. série Strážců galaxie, ve které Star-Lord vedl tým během 25 dílů.

Obaly nejznámějších komiksů nakladatelství Marvel Comics

Star-Lord se objevoval v těchto komiksech:
- Marvel Preview (1977)
- Marvel Super Special (1977)
- Marvel Premiere #61 (1981)
- Universe X (2000)
- Thanos (2003)
- Annihilation: Conquest (2007)
- Annihilation: Conquest – StarLord (2007)
- Guardians of the Galaxy (2008)
- The Thanos Imperative: Ignition (2010)
- Legendary Star-Lord (2014)
- Marvel Universe Guardians of the Galaxy (2015)
- Star-Lord: Annual (2017)
- Infinity Wars (2018)
- Old Man Quill (2019)

## Film a televize

### Film
- Star-Lord se objevil v animovaném filmu Hulk na neznámé planetě (2010) v cameo roli. Je představen jako jeden z diváků na aréně Sakaar.

### Televize
Star-Lord se objevil v animovaných televizních seriálech:
- Avengers: Nejmocnější hrdinové světa v díle „Machael Korvac“[7]
- Dokonalý Spiderman v díle „Guardians of the Galaxy“
- Avengers – Sjednocení v díle „Guardians and Space Knights“
- Guardians of the Galaxy v hlavní roli
- Lego Marvel Super Heroes – Guardians of the Galaxy: The Thanos Threat v hlavní roli

### Marvel Cinematic Universe

#### Film
- 2014 – Strážci Galaxie – režie James Gunn, v hlavní roli Chris Pratt
- 2017 – Strážci Galaxie Vol. 2 – režie James Gunn, v hlavní roli Chris Pratt
- 2018 – Avengers: Infinity War – režie Anthony a Joe Russoovi, v hlavní roli Chris Pratt
- 2019 – Avengers: Endgame – režie Anthony a Joe Russoovi, v hlavní roli Chris Pratt
- 2022 – Thor: Láska jako hrom – režie Taika Waititi, ve vedlejší roli Chris Pratt
- 2023 – Strážci Galaxie: Volume 3 – režie James Gunn, v hlavní roli Chris Pratt

#### Televize
- 2021 – Co kdyby…? – americký televizní seriál, ve vedlejší roli Brian T. Delaney

#### Speciály
- 2022 – Strážci Galaxie: Vánoční speciál – režie James Gunn, v hlavní roli Chris Pratt